# Кулдига
Кулдига  (лет. Kuldīga, рус. Кулдига) је један од значајних градова у Летонији. Кулдига је седиште истоимене општине Кулдига.

## Географија
Кулдига је смештена у западном делу Летоније, у историјској покрајини Курландији. Од главног града Риге град је удаљен 155 километара западно.
Град Кулдига развио се близу Балтичког мора, на приближно 30 метара надморске висине. Око града је равничарско подручје. Кроз град протиче река Вента, која овде ствара бројне брзаке.

## Историја
Први помен Кулдиге везује се за годину 1242. Град је добио градска права 1378. године.

## Становништво
Кулдига данас има приближно 13.000 становника и последњих година број становника опада.
Матични Летонци чине огромну већину градског становништва Кулдиге (90%), док остатак чине махом Руси (5-6%).

## Галерија
- Главни градски трг
- Лутеранска Црква св. Катарине
- Градска кућа Кулдиге
- Брзаци на Венти поред Кулдиге